# Pouvoir alimentaire
 (février 2021).
La mise en forme du texte ne suit pas les recommandations de Wikipédia : il faut le « wikifier ».
Les points d'amélioration suivants sont les cas les plus fréquents :
- Les titres sont pré-formatés par le logiciel. Ils ne sont ni en capitales, ni en gras.
- Le texte ne doit pas être écrit en capitales (les noms de famille non plus), ni en gras, ni en italique, ni en « petit »…
- Le gras n'est utilisé que pour surligner le titre de l'article dans l'introduction, une seule fois.
- L'italique est rarement utilisé : mots en langue étrangère, titres d'œuvres, noms de bateaux, etc.
- Les citations ne sont pas en italique mais en corps de texte normal. Elles sont entourées par des guillemets français : « et ».
- Les listes à puces sont à éviter, des paragraphes rédigés étant largement préférés. Les tableaux sont à réserver à la présentation de données structurées (résultats, etc.).
- Les appels de note de bas de page (petits chiffres en exposant, introduits par l'outil «  Source ») sont à placer entre la fin de phrase et le point final[comme ça].
- Les liens internes (vers d'autres articles de Wikipédia) sont à choisir avec parcimonie. Créez des liens vers des articles approfondissant le sujet. Les termes génériques sans rapport avec le sujet sont à éviter, ainsi que les répétitions de liens vers un même terme.
- Les liens externes sont à placer uniquement dans une section « Liens externes », à la fin de l'article. Ces liens sont à choisir avec parcimonie suivant les règles définies. Si un lien sert de source à l'article, son insertion dans le texte est à faire par les notes de bas de page.
- La présentation des références doit suivre les conventions bibliographiques. Il est recommandé d'utiliser les modèles {{Ouvrage}}, {{Chapitre}}, {{Article}}, {{Lien web}} et/ou {{Bibliographie}}. Le mode d'édition visuel peut mettre en forme automatiquement les références.
- Insérer une infobox (cadre d'informations à droite) n'est pas obligatoire pour parachever la mise en page.

Pour une aide détaillée, merci de consulter Aide:Wikification.
Si vous pensez que ces points ont été résolus, vous pouvez retirer ce bandeau et améliorer la mise en forme d'un autre article.

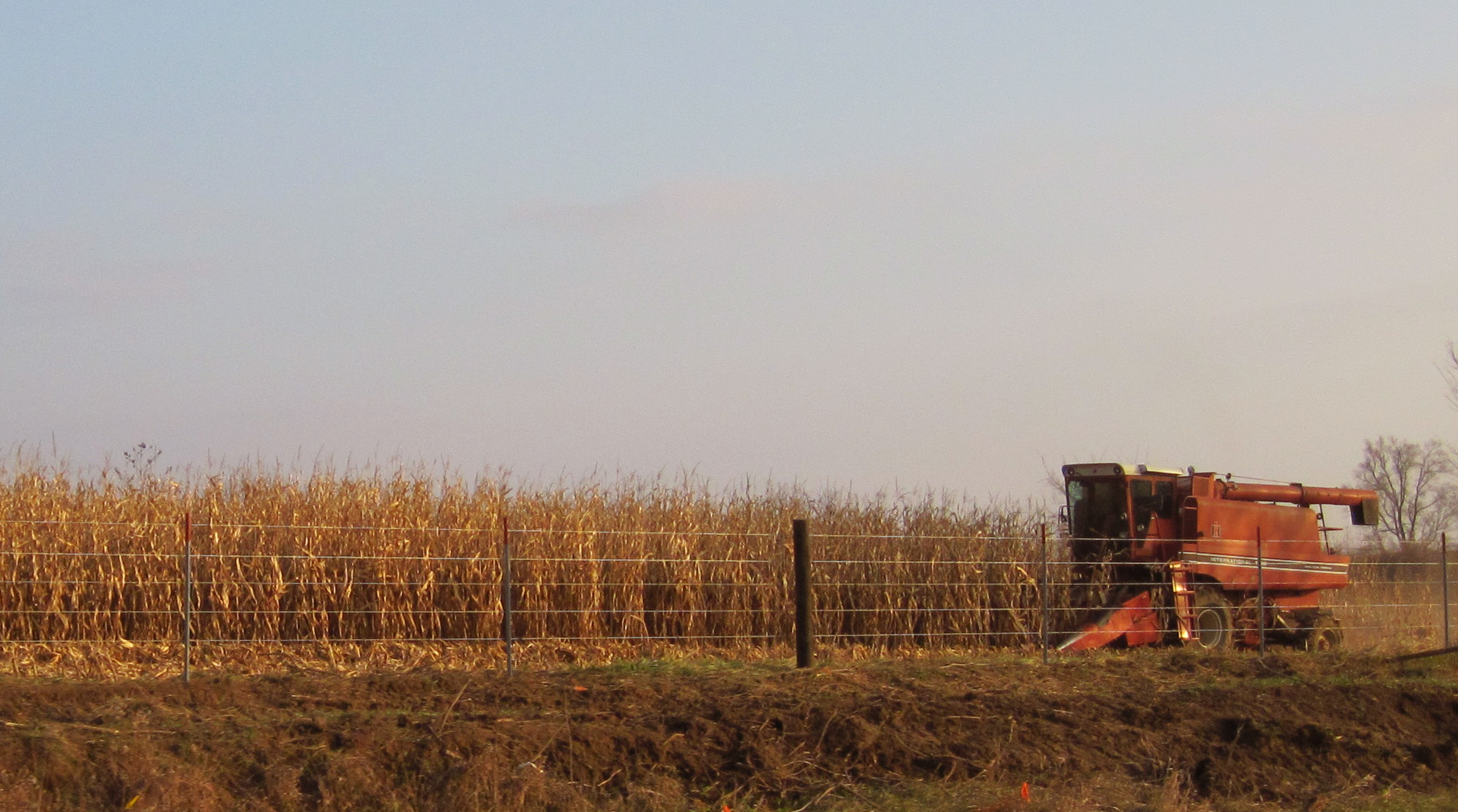
Récolte du maïs dans l'Iowa, aux États-Unis.

Dans la politique internationale, le pouvoir alimentaire désigne l'utilisation de l'agriculture comme moyen de contrôle politique par lequel une nation ou un groupe de nations offre ou retient des produits d'une autre nation ou groupe de nations afin de faire pression sur ce dernier. Son utilisation potentielle comme arme a été reconnue après l'utilisation antérieure du pétrole par l'OPEP comme arme politique. La nourriture a une influence majeure sur les actions politiques d'une nation. Pour faire face à des actes de pouvoir alimentaire, une nation agit généralement dans l'intérêt de ses citoyens pour fournir de la nourriture.
Le pouvoir alimentaire fait partie intégrante de la politique alimentaire. L'idée de pouvoir alimentaire est utilisée dans les embargos, l'emploi et la politique alimentaire. Pour qu'une nation utilise efficacement le pouvoir alimentaire, elle doit appliquer et afficher efficacement la rareté, la concentration de l'offre, la dispersion de la demande et l'indépendance de l'action. Les quatre principaux pays qui exportent suffisamment d'agriculture pour pouvoir exercer une puissance alimentaire sont les États-Unis, le Canada, l' Australie et la Nouvelle-Zélande. À plus petite échelle, en particulier dans certains pays africains, le pouvoir alimentaire a été utilisé comme une arme par des parties opposées dans des guerres internes et des conflits contre leur propre peuple.

## Contexte historique
Il y a quatre pays dans le monde qui exportent suffisamment de produits agricoles pour exercer cet hypothétique pouvoir alimentaire: les États-Unis, le Canada, l' Australie et la Nouvelle-Zélande. Contraints de dépendre de ces pays en période de pénurie, les pays importateurs de denrées alimentaires peuvent faire face à des crises alimentaires si les approvisionnements nécessaires sont suspendus. Mais alors que les dirigeants politiques des pays importateurs de denrées alimentaires ont exprimé des doutes quant à leur dépendance  les pays exportateurs de denrées alimentaires ne retiennent généralement pas la nourriture, les producteurs agricoles de ces pays faisant pression sur leurs gouvernements pour qu'ils continuent d'exporter.

## Politique

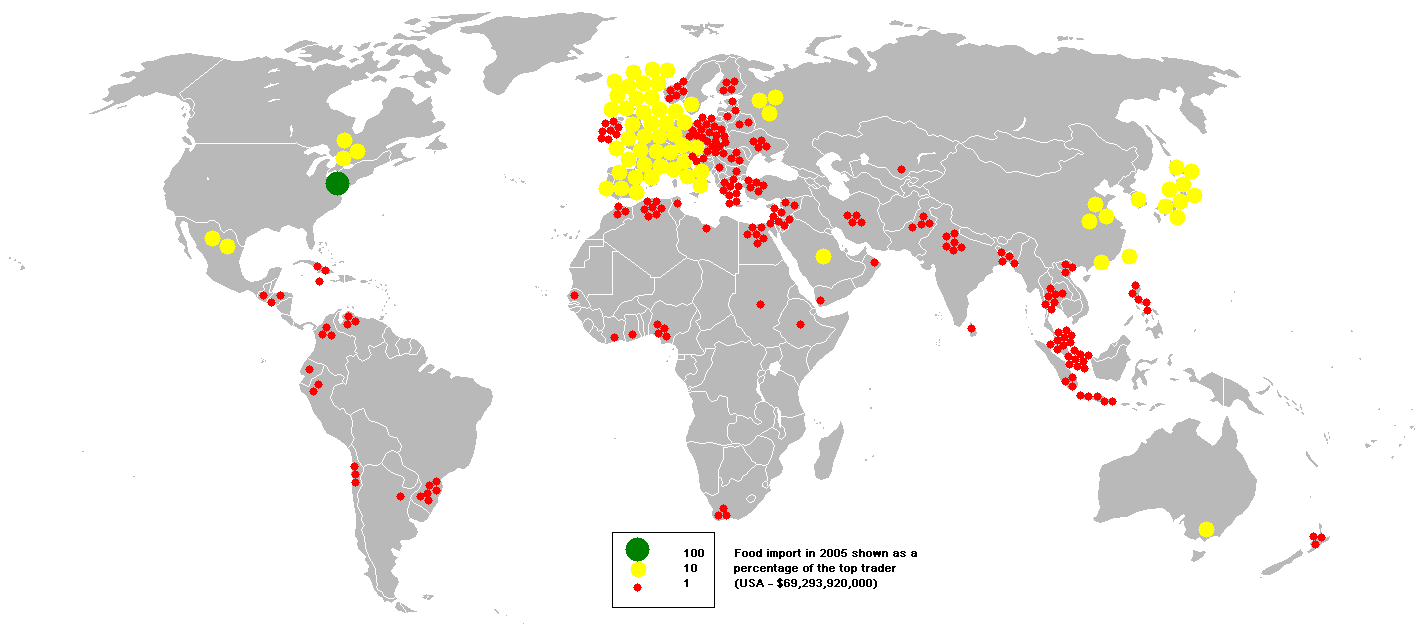
Importations alimentaires en 2005

Les politiques alimentaires sont les aspects politiques de la production, du contrôle, de la réglementation, de l'inspection et de la distribution des aliments. La politique peut être affectée par les conflits éthiques, culturels, médicaux et environnementaux concernant les méthodes et les réglementations appropriées en matière d'agriculture et de vente au détail. Le pouvoir alimentaire fait partie intégrante de la politique alimentaire.
« La nourriture est une arme » a déclaré Earl Butz, le secrétaire américain à l'Agriculture, en 1974. L'utilisation du pétrole par l'OPEP comme arme politique a amené les États-Unis à utiliser la nourriture comme un outil contre d'autres états et pour promouvoir ses objectifs. Il existe également d'autres utilisations du pouvoir alimentaire. Un importateur peut refuser de poursuivre l'importation à moins que des concessions politiques ne soient faites. Cela aurait les mêmes effets qu'un exportateur refusant d'exporter. Un exemple de ceci serait la réduction américaine du quota de sucre cubain. En termes simples, la concentration de la demande (un importateur étant l'acheteur dominant) et la dispersion de l'offre (plusieurs exportateurs se faisant concurrence pour vendre le même produit), un importateur peut essayer d'utiliser l'enjeu politique pour tirer profit de l'échange; ceci est particulièrement efficace si l'exportateur a peu d'autre exportation (faible indépendance d'action).

### Pouvoir alimentaire et sécurité alimentaire
La sécurité alimentaire et le pouvoir alimentaire ne sont pas la même chose. Cependant, ils sont souvent directement liés. On parle de sécurité alimentaire lorsque tous les habitants d'une région ont à tout moment suffisamment de nourriture pour mener une vie active et saine. Et la notion de pouvoir alimentaire apparait lorsqu'un gouvernement, une entreprise, un dirigeant, un pays, etc. retire cette sécurité afin d'obtenir quelque chose en retour. De nombreux pays utilisent l'exploitation du pouvoir alimentaire pour menacer la sécurité alimentaire d'un autre pays. Le bien-être d'un pays est directement corrélé au bien-être de sa population, c'est pourquoi chaque pays souhaite disposer d'un approvisionnement alimentaire approprié pour ses citoyens. Ce besoin, cependant, peut facilement être utilisé comme levier dans la politique de l'alimentation, démontrant le pouvoir alimentaire.

### Pouvoir alimentaire et embargos

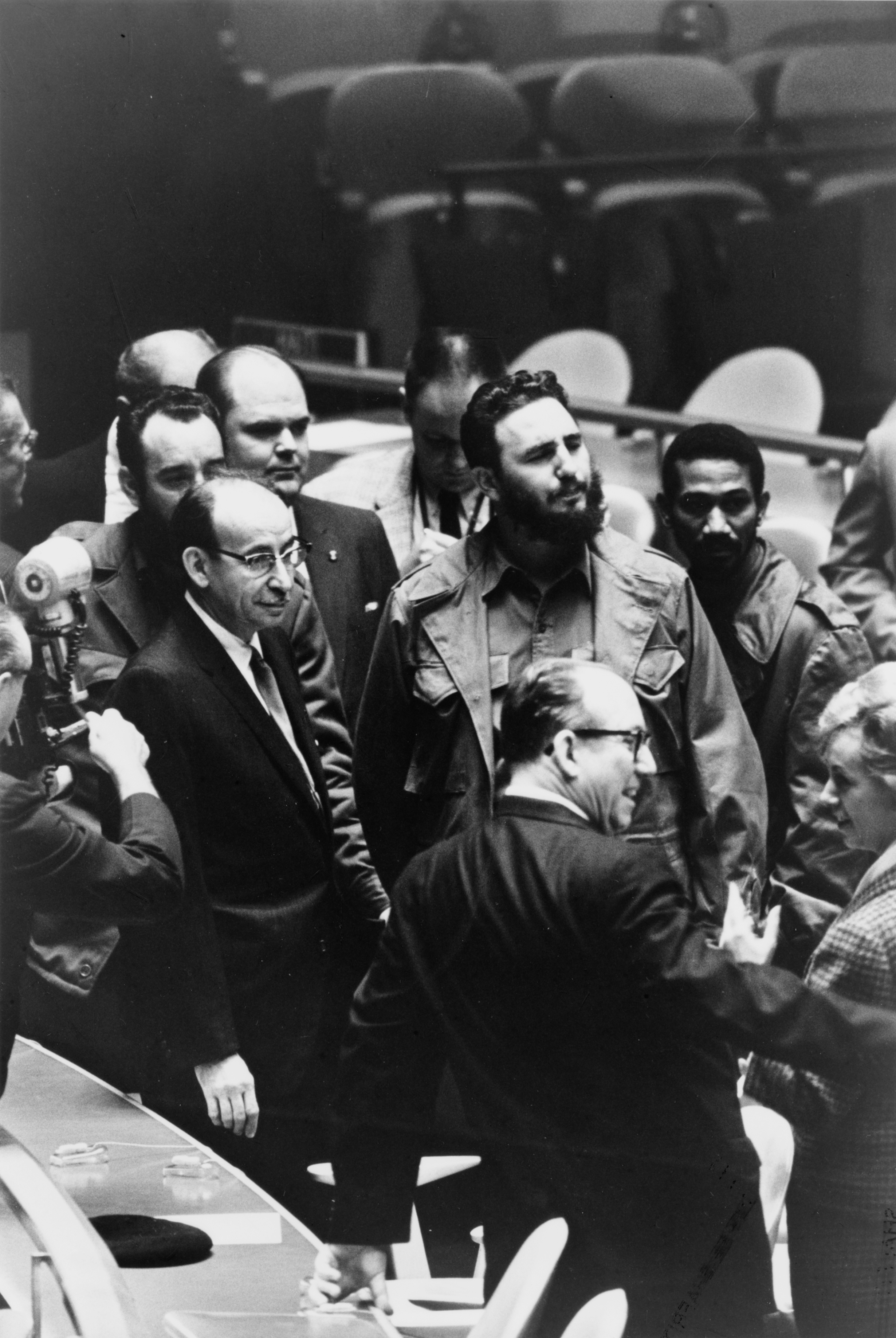
Fidel Castro lors d'une réunion de l'Assemblée générale des Nations Unies

Un embargo n'est pas la même chose que le pouvoir alimentaire, cependant, le pouvoir alimentaire peut être utilisée dans un embargo. En fait, les embargos qui n'impliquent pas de nourriture dans leur liste de ressources réglementées échouent souvent. Par exemple, le 20 août 1914, les puissances alliées ont lancé un embargo sur des articles importants qui étaient normalement expédiés en Allemagne. Cependant, l'embargo n'était ni complet ni efficace tant que la nourriture n'était pas ajoutée à la liste des matières réglementées. Après l'introduction de la nourriture dans la liste des produits régulés, le blocus a commencé à étrangler l'économie allemande parce qu'elle dépendait des importations pour sa nourriture. En utilisant le pouvoir alimentaire dans leur embargo, les puissances alliées ont forcé l'Allemagne à recourir à des mesures désespérées et a finalement échoué.
Au début des années 1980, les États-Unis ont imposé un embargo sur les céréales à l'Union soviétique. Il s'agissait d'une tentative des États-Unis d'utiliser le pouvoir alimentaire, mais cela n'a pas fonctionné. Les Soviétiques ont donc importé des céréales de différents fournisseurs, ce qui a entraîné une augmentation des importations de céréales pendant cette période, mais à un coût plus élevé. Une autre tentative infructueuse d'embargo sur l'alimentation a été imposée par le Conseil de sécurité de l'ONU en 1990 en Irak.
L’embargo américain contre Cuba est un autre exemple d’embargo. Il s'agit toujours d'un embargo en cours et, en raison de la détérioration de la situation et de la santé de la population cubaine, l'embargo a fait l'objet de nombreuses protestations.

## Usage

### Conditions structurelles
Le pouvoir alimentaire ne peut être utilisée efficacement que si certaines conditions structurelles s'appliquent:
1. Rareté: si la demande est élevée et l'offre limitée, la valeur d'un produit donné augmente. Le prix reflète souvent le potentiel des marchandises en tant qu'arme[3], car il indique l'importance qui lui est attachée. Exemple: si un consommateur est prêt à payer un prix élevé en termes monétaires, il peut également être disposé à payer un prix élevé en concessions politiques.
2. Concentration de l'offre: l'offre ne doit être entre les mains que de quelques producteurs / vendeurs, car cela rend possible une concurrence limitée, des prix fixes voire un monopole[3].
3. Dispersion de la demande: permet aux vendeurs de pousser les consommateurs les uns contre les autres, ainsi que d'augmenter les prix ou de rendre les conditions conditionnelles[3]. Cela favorise l'utilisation de biens économiques comme une arme[3].
4. Indépendance de l'action: Afin d'assurer l'affectivité, le vendeur/producteur contrôle le plus ses propres actifs. Soit le vendeur/producteur doit être en mesure de contrôler le processus de production, peut-être par le biais d'un contrôle gouvernemental sur les entreprises réalisant la production, soit il doit avoir accès à des moyens sur les autres dimensions pour s'assurer qu'il peut maintenir ou étendre le contrôle de ses actifs. [11]

Les quatre conditions énumérées ci-dessus doivent être simultanément présentes afin de transformer un actif économique alimentaire en un instrument politique. Cela ne signifie pas nécessairement que l'actif sera utilisé chaque fois que les quatre conditions ci-dessus sont présentes. Une telle décision ne serait prise en considération que s'il y avait d'autres conditions, par exemple, la nature d'un conflit et d'un jugement donnés, des objectifs, des moyens alternatifs et un jugement d'utilité. 

### Le pouvoir alimentaire comme arme économique
Il existe plusieurs utilisations des armes économiques contre un pays ou un autre. Une utilisation des armes économiques impacterait par exemple les conditions d'un contrat commercial. Cela inclurait le prix, le transport, le calendrier d'envoi et de paiement, etc. Bien qu'il s'agisse d'un exemple d'application réussie du pouvoir alimentaire, ce n'est pas un objectif politique. Une autre utilisation concerne les objectifs économiques autres que ceux liés à la transaction de marchandises; à la politique économique générale de l'acheteur. Il s'agirait de balance commerciale, de problèmes généraux, tels que l'inflation ou la fiscalité et la propriété foncière. Ce qui distingue cette utilisation de la première est le fait qu'il n'y a pas de lien entre les conditions fixées et le transfert de produit. Les conditions font référence au domaine économique de la vie. Une utilisation politique en serait une sur les politiques étrangères et de défense de l'acheteur. Beaucoup pensent qu'il existe un seuil moral entre l'économie et la politique, ce qui rend l'utilisation de moyens économiques pour des gains politiques discutable. Des exemples d'utilisation d'armes économiques à des fins politiques sont les boycotts contre certains pays ainsi que l'achat de voix à l'ONU. Une dernière utilisation concernerait un conflit interne: le gouvernement n'est plus considéré comme légitime. Les objectifs économiques ne sont plus vus comme un moyen d'influencer un gouvernement opposé, mais plutôt de stimuler l'opposition et d'obtenir le renversement ou la capitulation du gouvernement.

### États-Unis

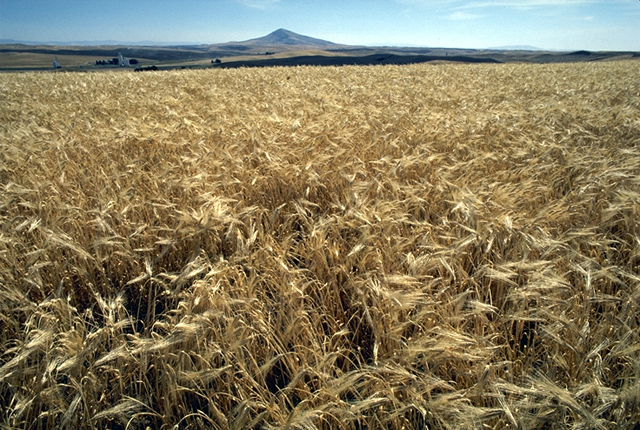
L'orge est un produit agricole d'alimentation animale majeur.

Quand les États-Unis étaient les plus dominants dans tous les domaines tels que l'armée, l'énergie, les exportations, etc. le pouvoir alimentaire n'était pas vraiment considéré. Cependant, puisque certains de ses points forts ont depuis diminué, le pouvoir alimentaire a refait surface. Dans le domaine de la nourriture, les États-Unis restent au sommet, incontestés. Les États-Unis ont la position d'être le plus gros producteur et exportateur de produits alimentaires. Alors que d'autres nations, principalement des pays en développement mais aussi certaines des nations les plus riches exportatrices de pétrole, commencent à avoir des pénuries alimentaires et deviennent de plus en plus dépendantes des aliments importés des États-Unis, ce qui leur donne de plus en plus de pouvoir. Cela permet aux États-Unis d'attendre un comportement amical de la part des pays qui importent de la nourriture américaine. Il est également probable que les États-Unis exercent une certaine forme d'influence sur ces pays. Même certains des pays les plus pauvres de l' OPEP sont devenus dépendants du blé américain. Par conséquent, il est possible que les États-Unis restreignent leurs exportations de produits alimentaires à des fins politiques. Les États-Unis pourraient utiliser ce pouvoir alimentaire comme moyen d'exercer une pression sur les pays de l'OPEP.  Le pouvoir alimentaire sera plus efficace en période de pénurie alimentaire ou de famine, car c'est à ce moment-là que les pays qui dépendent en partie des États-Unis sont le plus désespérés. 
Les États-Unis utilisent fréquemment leur puissance économique pour punir d'autres pays[réf. nécessaire]. L'une des façons dont les États-Unis font cela est de se retenir d'exporter de la nourriture. Les raisons de la punition d'un autre pays varient; cependant, ils peuvent être divisés en deux groupes principaux: l'objectif de confinement étranger et le développement de marché ou d'objectifs humanitaires. L'objectif de confinement étranger tend à punir les pays qui menacent les États-Unis. Un exemple d'une telle menace serait les pays sous d'autres formes de gouvernement. D'autres exemples liés à l'objectif d'endiguement seraient l'absence d'aide aux pays communistes, aux gouvernements socialistes, aux pays qui soutiennent les régimes radicaux, aux régimes avec une démocratie inadéquate qui sont trop faibles pour être (effectivement) anticommunistes et aux pays qui n'accepteront pas les accords américains. Un exemple de développement de marché et d'objectifs humanitaires relèverait d'une catégorie de pays qui tentent de concurrencer les États-Unis sur le plan économique. Les États-Unis appliqueront des sanctions pour l'aide étrangère aux pays qui tentent de nationaliser la propriété des entreprises américaines, aux pays qui veulent reprendre les fonctions des entreprises américaines et aux pays qui tentent d'initier des politiques économiques nationalistes.
Les États-Unis ont modifié leur position depuis les années 1970, lorsque le département d'État et la CIA ont publié des rapports explorant le potentiel des embargos alimentaires. Le projet de loi HR 5426 du Congrès, la loi de 2000 sur la réforme des sanctions commerciales et l'amélioration des exportations, a supprimé les sanctions d'exportation agricoles appliquées à la Libye, au Soudan et à la Corée du Nord (le commerce agricole avec Cuba restait soumis à certaines restrictions) et a donné au Congrès un droit de veto sur les actions présidentielles unilatérales dans ces sanctions,.

### Afrique
La politique alimentaire en Afrique diffère des cas d'Amérique du Nord et d'Europe en ce qu'il existe un cas de pouvoir alimentaire à petite échelle en Afrique, en particulier au Soudan. Certains experts disent que les cas de famine et d'insécurité alimentaire en Afrique sont dus à une production alimentaire irrégulière et à la spirale descendante de l'interaction entre la croissance démographique et la durabilité environnementale. Mais en y regardant de plus près, il est révélé que la nature n'est pas le seul catalyseur des nombreux problèmes d'insécurité alimentaire en Afrique.

#### Soudan

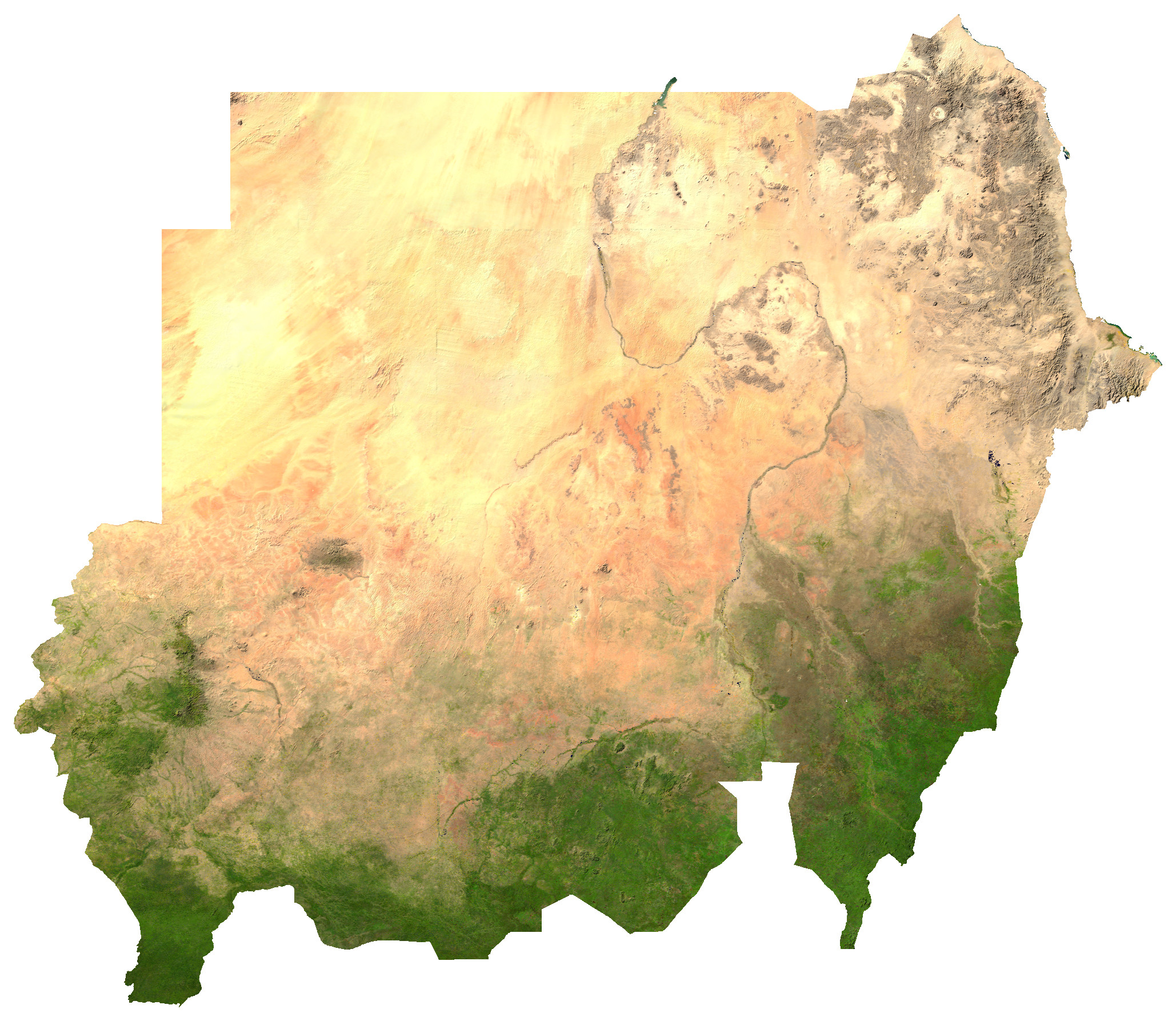
Image satellite du Soudan

La famine est généralement façonnée par deux théories. La première est la baisse de la disponibilité des aliments (FAD, Food Availability Decline). C'est le résultat d'une sécheresse, d'une guerre ou d'un autre changement radical du système agricole. C'est la cause naturelle de la famine. L'autre théorie traite principalement de la capacité de la population d'accéder ou d'avoir droit à la nourriture. Dans le cas du Soudan, le pouvoir alimentaire se fait connaître à petite échelle, alors que les diverses forces politiques du Soudan se disputent les votes du peuple en provoquant ou en encourageant la famine.
Par exemple, la famine au Soudan dans les années 1980 était tout à fait intentionnelle et n'était qu'un pion pour une collection variée de différentes élites afin d'améliorer leur statut politique et économique. Ces partis politiques n'étaient cependant pas les seuls bénéficiaires. Les marchands étaient également connus pour accumuler des céréales et acheter du bétail à des prix trop bas lorsque les famines ont modifié les termes de l'échange. Les marchands du Soudan occidental pendant la famine de 1987 ont été décrits comme sans cœur parce qu'ils refusaient de vendre des céréales aux villages nécessiteux du Darfour à des prix raisonnables. Par conséquent, la famine soudanaise était un autre exemple de puissance alimentaire dans laquelle la nourriture était et utilisée dans un but politique, et qui ignorait complètement les besoins du peuple et encourageait les intentions politiques et avides de pouvoir des forces opposées en guerre dans le pays.
La famine au Soudan en 1998 était une catastrophe humanitaire causée principalement par des violations des droits de l'homme, ainsi que par la sécheresse et l’incapacité de la communauté internationale à réagir au risque de famine avec une rapidité suffisante. La zone la plus touchée était Bahr El Ghazal, dans le sud-ouest du Soudan . Dans cette région, plus de 70 000 personnes sont mortes pendant la famine.

## Voir également
- Liste des pays par densité de population réelle basée sur la capacité de croissance alimentaire
- Hydrostratégie